# Infernal Rock Eternal
Infernal Rock Eternal je hudební album skupiny Chrome Division. Vydáno bylo v roce 2014.

## Seznam skladeb
1. Good Morning Riot (Instrumental)
2. Endless Nights
3. (She's) Hot Tonight
4. The Absinthe Voyage
5. Lady of Perpetual Sorrow
6. The Moonshine Years
7. No Bet for Free
8. On the Run Again
9. Mistress in Madness
10. Reaper on the Hunt
11. You're Dead Now
12. ØL